# Casa Solà i Esteve
La Casa Solà i Esteve és una obra de Vilanova i la Geltrú (Garraf) protegida com a Bé Cultural d'Interès Local.

## Descripció
Es tracta d'un edifici entre mitgeres fent cantonada, amb pati posterior, destinat a habitatge plurifamiliar.
L'immoble és de planta rectangular compost de planta baixa, dos pisos. Consta de tres crugies paral·leles a la façana principal, i cos posterior de galeria. La coberta és plana i accessible. En sobresurt la caixa d'escala i un cos addicional amb coberta d'una vessant. La galeria posterior està tancada amb arcs de mig punt a la planta primera.
Les parets de càrrega són de paredat comú i totxo. Els forjats són de biga de fusta i revoltó. L'escala és de volta a la catalana.
Les façanes s'estructuren sobre tres eixos verticals amb obertures i ornamentació en ordre decreixent amb llindes i d'arc rebaixat. A la crugia central trobem la portalada de mig punt i finestres laterals. Al primer pis hi ha un balcó corregut de tres obertures. Al segon pis hi ha tres balcons independents. La façana lateral té balcons sense volada i cos de galeria de mig punt. La cornisa i la barana del terrat coronen l'edifici.